# 陈星汉
陳星漢（英語：Jenova Chen，1981年10月8日—）是一名出生於中國上海的遊戲設計師，他的代表作包括《雲》、《流》、《花》、《旅》。目前他是遊戲公司thatgamecompany的聯合創始人，以及安纳布尔纳互动的初创成员之一及顾问。
1999年，陳星漢考入上海交通大學計算機系試點班，並獲得了學士學位。2003年，陳星漢申請并進入到南加州大學電影藝術學院的互動媒體專業，並在此獲得了碩士學位。在南加州大學學習期間，他創作了遊戲《雲》和《流》，並認識了他的同學凱利·聖地亞哥。
畢業后，陳星漢曾短暫在馬克西斯公司供職，并參與到遊戲《孢子》的製作工作中。隨後陳星漢與凯莉·圣迪亚戈創建了thatgamecompany，并擔任該公司的創意總監。該公司與索尼電腦娛樂公司簽署了一項有關“三款遊戲”的協議，並且通過銷售遊戲《流》和《花》。目前，陳星漢及其公司已經完成了與索尼約定的第三款遊戲《旅》。

## 個人傳記
陳星漢出生於中國上海，并在這個城市居住到2003年。他的家庭屬於中國的“中產階級”家庭，而他的父親則從事軟件行業，並且曾經參與和“中國最早的超級計算機”有關的工作。陳星漢在他的童年時代曾經對美術和繪畫有著濃厚的興趣，但是在他父親的影響下開始學習編程。但在他接觸電子遊戲之後，他發現他對電子遊戲的興趣遠遠超過編程。當他進入中學時代后，他開始對《仙劍奇俠傳》這款遊戲有了濃厚的興趣。他在遊戲中所接觸到世界是其他書籍、影視作品或其他人所無法提供的。之后他考入上海交通大學計算機系并获得学士学位，同时他还在东华大学辅修了数字艺术与设计。

### 他的公司
2006年，陈星汉与他的大学同学一同在洛杉矶建立了自己的游戏公司thatgamecompany，陈星汉担任创意总监。2013年，公司联合创始人之一兼公司主席的凯莉·圣迪亚戈离开thatgamecompany后，陈星汉开始担任公司的主席。
2016年，安纳布尔纳影业主席梅根·埃里森创立了专注于独立游戏的游戏发行部门安纳布尔纳互动，陈星汉参与了它的创立，并担任顾问一职。